# Большой бекас
Большой бекас (лат. Gallinago undulata) — вид птиц из семейства бекасовых.

## Описание
Это самый крупный бекас длиной 40—43,5 см.
У большого бекаса крепкое тело и относительно короткие для бекаса ноги, широкие закруглённые крылья и очень длинный и прямой клюв. Верхняя часть, голова и шея покрыты полосами с чёрным и коричневым рисунком, а каштановые края перьев образуют четкие линии на спине. Брюхо белое с коричневой полосой по бокам. Маховые перья с зазубринами, что является уникальной особенностью этого бекаса. Ноги и ступни серовато-зелёные.
Никаких различий в оперении, связанных с возрастом или полом, не известно, но у других бекасов полы похожи, а неполовозрелые птицы отличаются только наличием бледных бахромок на кроющих крыльях.

## Питание
Ночная привычка к еде затрудняет изучение поведения большого бекаса. Известно, что в их рацион входят лягушки.

## Распространение
Встречается в двух разных районах: в Колумбии и от Венесуэлы через Гайану, Суринам до крайнего северо-востока Бразилии. Также в восточной Боливии, восточном Парагвае и юго-востоке Бразилии, а также, вероятно, в Уругвае и на северо-востоке Аргентины.
Обитает в высокой растительности на болотах и затопленных лугах, а иногда и в сухой саванне до высоты 2200 м.